# Јане Андерсон
Јане Андерсон (Халмстад, 29. септембар 1962) је бивши шведски фудбалер и садашњи фудбалски тренер. Био је тренер фудбалске репрезентације Шведске.

## Каријера
Професионалну каријеру фудбалера започео је у ФК Алетс ИК 1979. године. Играо је и у ФК Халмиа, ФК Алетс, а каријеру фудбалера окончао 1993. године у ФК Лахолмс.
Каријеру тренера започео је 1988. године, а упоредо са тим био је и играч. Тренер је фудбалске репрезентације Шведске од 2016. године.

## Трофеји
ФК Норћепинг
- Прва лига Шведске: 2015